# Дубово-Василевка
Дубово-Василевка (укр. Дубово-Василівка) — село Соледарской городской общины Бахмутского района Донецкой области Украины.
Код КОАТУУ — 1420985703. Население по переписи 2001 года составляет 13 человек. Почтовый индекс — 84532. Телефонный код — 6274.